# Josep Costa Marín
Josep Costa Marín (Eivissa, 1988) és un fotògraf eivissenc. El seu treball destaca pel paisatge en blanc i negre clàssic, positivat de manera artesanal. La seva obra s'ha mostrat a diverses exposicions a les illes d'Eivissa i Mallorca, entre elles al Club Diario de Ibiza durant el mes de Juny de 2013, amb textos del poeta i escriptor Julio Herranz, i comptà amb un petit homenatge a Marià Villangòmez. Recentment, també ha dut a terme exposicions a la península, donant a conèixer els paisatges en blanc i negre de les seves illes. També ha estat convidat com a ponent a conferències i fòrums sobre fotografia, especialment fotografia analògica.